# Zacharias Frankel
Zacharias Frankel (ur. 30 września 1801 w Pradze, zm. 13 lutego 1875 we Wrocławiu) – rabin żydowski i uczony, umiarkowany reformator judaizmu.
W latach 1825–1831 studiował na Uniwersytecie w Budapeszcie. W 1836 został wezwany do Drezna jako naczelny rabin i został zatwierdzony na tym stanowisku przez rząd saski. Zerwał ze skrzydłem reformatorskim nie zgadzając się z sugestią, żeby język hebrajski przestał być językiem modlitwy. Jako jeden z pierwszych utrzymywał, że to historia, a nie wyznanie religijne, ukształtowała Żydów w wyjątkowy naród i że powinni pozostać odmienni. Był atakowany przez reformatorów za przywiązanie do Talmudu. Pierwszy dyrektor powstałego w 1854 Żydowskiego Seminarium Teologicznego we Wrocławiu.